# Kaï Lohrasp
 (juin 2023).
Kaï Lohrasp, en persan لهراسپ, est un roi de Perse semi-légendaire, figure du Livre des Rois, arrière-petit-fils de Kaï-Kobad et le 4e de la dynastie des Kaïaniens. 
Il vivait au Ve siècle av. J.-C. Plusieurs historiens confondent ce prince avec le Cambyse des Grecs, et les événements de son règne appartiennent bien plus à la légende qu’à l’histoire. 
On dit qu’il succéda vers 500 avant notre ère à Kaï-Khosrou, et les Arabes donnent à son règne une durée fabuleuse d’environ cent vingt ans. Après avoir conquis une partie de l’Orient, il envoya un de ses généraux, Gudarz, s’emparer de Jérusalem et de la Judée, où celui-ci fit un grand nombre de prisonniers qu’il conduisit en Perse. 
Par la suite le fils de Lohrasp, l’ambitieux Kischtap, tenta de soulever le peuple pour s’emparer du trône, puis s’enfuit chez les Turcs, épousa la fille de leur roi et se signala par toutes sortes d’exploits. En apprenant les hauts faits du jeune héros, Lohrasp ne douta point que ce ne dût être son fils, qu’il croyait mort, lui envoya une ambassade et partagea son trône avec lui. D’après une autre tradition, il dut quitter le trône devant une invasion des Turcs, conduits par son fils, et fut tué à Balkh, sa capitale, par ordre d'un chef ennemi.